# La Fonollera
La Fonollera és un jaciment arqueològic localitzat al sud del terme municipal de Torroella de Montgrí (Baix Empordà) , inclòs a l'Inventari del Patrimoni Arqueològic i Paleontològic de Catalunya.
Est̟à a prop del termenal amb el de Pals, entre les muntanyes de Begur i Montgrí, al bell mig dels rius Ter i Daró, en un promontori de més de 75 metres de longitud que es defineix com el punt més alt entre aquests dos elements orogràfics; aquest, es fa abrupte en un penya segat de 15-20 metres d'alçada al vessant oest que s'hauria format per l'acció del mar en temps anteriors a les ocupacions humanes. No obstant, el paisatge que envoltà la Fonollera cap a l'any 110 abans de la nostra era diferia molt de l'actual: el Ter desembocava quasi a la falda del Montgrí, el Daró alimentava l'antic estany d'Ullastret i entre aquest i el mar, en la zona que ocupen les planes costaneres actuals, hi havia un seguit d'aiguamolls dels quals emergien uns quants turons amb bona visibilitat.
Conegut des de fa més de cent anys, fou reportat per primer cop pel geògraf empordanès Pella i Forgas l'any 1883, hipotetitzant que en aquest indret s'hi trobava la mítica Cypsela, ciutat mencionada per Ruf Fest Aviè en la seva Ora marítima. No fou fins a l'any 1966 quan es donà una prospecció de l'espai de la mà de Lluís Esteva, Joan Badia i Albert Recasens que informaren de l'existència d'un poblat a l'aire lliure, però encara caldria esperar fins a l'any 1975 quan el Centre d'Investigacions Arqueològiques de la Diputació de Girona inicià campanyes d'excavació anuals sota la responsabilitat d'Enriqueta Pons, arqueòloga del Centre d'Investigacions Arqueològiques, iniciant-s'hi així les tasques d'investigació pròpiament arqueològiques. A nivell metodològic s'aplicà la tècnica coneguda com a MEROC-LAPLACE, un sistema de georeferenciació mitjançant quadrícules definides amb fils que permetien en el seu moment definir la posició absoluta de la materialitat social excavada. D'Altra banda, a nivell d'extensió, es varen excavar 3 cales diferenciades en Sector A (1 cala i al sud-oest) i Sector B (2 cales i al nord-oest).
Segons les dades arqueològiques s'evidencien 4 nivells d'ocupació, destacant un assentament a l'aire lliure pertinent a l'Edat del Bronze, sent l'ocupació continua a partir d'aquest. En el primer nivell localitzem una petita agrupació de cases, en el segon un “vilatge”, en el tercer s'inicien les ocupacions romanes amb un petit assentament comercial i en el quart l'aparició “d'estructures esporàdiques” que responen a ocupacions relativament breus. Així i a nivell estratigràfic, es dedueix dels treballs d'excavació la presència de dos sòls sobreposats. El sòl actual, que s'ha anomenat Estrat 1, engloba els nivells I, II i III que pertanyen a períodes de desocupació humana. L'Estrat 2, que engloba els nivells IV i V, no presenta unes característiques físiques especialment diferenciades. No obstant, mentre que el nivell IV continua essent estèril des d'una perspectiva arqueològica, el nivell V aglutina totes les ocupacions arqueològiques del jaciment. El nivell V, s'ha diferenciat en dos nivells, basant-se en un criteri de presència/absència de ceràmica produïda a torn, que a nivell cronològic es defineix en una distància de 800 anys, entre el Bronze Final i l'Època Romana Republicana.
Les anàlisi anticològiques, sobre 288 mostres, evidencien l'explotació de fins a 11 tàxons vegetals diferents. A grans trets, semblen revelar un procés de desforestació donada la presència d'espècies peoneres que proliferarien contra una massa boscosa d'alzinars que perdria força sota l'acció humana. Dites accions podien destinar-se a la construcció, a l'ús de combustibles o a la rompuda de terres per a la producció agrícola a les planes i terrasses fluvials així com per a l'obertura de pastures. D'Altra banda i en l'àmbit econòmic, les restes animals localitzades són restes de consum i semblen evidenciar una dinàmica clarament inclinada cap a l'explotació ramadera, no obstant i en aquest sentit, cal destacar que es pot apreciar una certa especialització en tant a la captura de cérvols i al consum de bòvids, ovins i súids domèstics, tot i que també es documentà un espectre d'animals domèstics no consumits: el gos el cavall i l'ase. Dins l'àmbit de la subsistència també cal destacar l'elevat consum de mol·luscs.

## Ocupacions humanes localitzades a la Fonollera
- Fase I: Bronze Mitjà-Recent anterior 1100 anys a.n.e.

Localitzat exclusivament al Sector A, el primer assentament se situa cap a Ponent del promontori en un moment en què els camps que l'envolten eren ocupats pels aiguamolls i per estanys importants densament forestats. El caràcter precari i la baixa quantitat de troballes indicaria un establiment curt i intermitent. La gent vivia en cases fetes amb materials peribles sobre el subsòl de roca que era polit o rebaixat segons les necessitats constructives. Les troballes es produeixen dins una àrea considerablement petita del jaciment, sovint vora les llars (que apareixen tant vora les habitacions com a l'aire lliure). Amb totes les evidències, sembla que es tractaria d'una població reduïda. D'aquesta ocupació es gaudeix d'una datació amb radiocarboni realitzada al Centre Científic de Mònaco (RC14 3.400 desviació -110 abans del present).
- Fase II: Bronze Final 1100 – 900 anys a.n.e.

Localitzat exclusivament al sector A, correspon al màxim poblament humà del promontori paral·lelament a la construcció d'estructures fermes. De les restes animals i vegetals sembla derivar-se'n una dieta variada i equilibrada, que inclouria animals domèstics i caçats i productes vegetals recol·lectats i produïts mitjançant l'agricultura. De les restes de ceràmica cal apreciar que presenten un elevat índex de fragmentació així com les restes animals, i la seva dispersió (75x30m) semblen indicar un poblament estable de llarga durada. En aquest sentit, pot ésser plausible que la població que l'habitava pertanyés a una xarxa de relacions més gran. Tot i que encara es practicava la cacera i es recol·lectaven fruits silvestres, seria un dels primers poblats estables que viu essencialment de la ramaderia a Catalunya però que d'altra banda es trobaria dins un procés d'intensificació agrícola.
- Fase III: Època Romana-Republicana segona meitat del segle II a.n.e.

Amb restes a tota l'extensió del promontori, del poblament romà es localitzen construccions precàries i elementals, realitzades amb materials peribles i sòcols de còdols recollits a les rodalies de l'assentament, destaca però la presència de peces de vaixella i de grans contenidors amfòrics. L'absència d'estructures de combustió fa pensar que es tractava d'un petit establiment mercantil provisional que serviria com a reserva de vi Itàlic. Resulta curiós destacar la presència d'una peça de ceràmica “bucchero nero” de procedència etrusca datat en el 650-600 ane isolat entre altres elements.
- Fase IV: Època Romana – Baix Imperial segle IV de la nostra era.

Malauradament totes les evidències localitzades per a aquest moment es troben constituïdes per troballes esporàdiques de materials ceràmics.